# Mieszewo (stacja kolejowa)
Mieszewo – zlikwidowana stacja stargardzkiej kolei wąskotorowej w Mieszewie, w województwie zachodniopomorskim, w Polsce. Stacja została zlikwidowana w 1995 roku.